# Steingelia gorodetskia
Steingelia gorodetskia är en insektsart som beskrevs av Nasonov 1908. Steingelia gorodetskia ingår i släktet Steingelia och familjen pärlsköldlöss. Arten är reproducerande i Sverige. Inga underarter finns listade i Catalogue of Life.